# Krutzler József
Krutzler István (1897–1928) válogatott labdarúgó, csatár, jobbszélső. Az első szombathelyi labdarúgó, aki a magyar válogatottban szerepelt. Civil foglalkozása postás volt.

## Pályafutása

### Klubcsapatban
1913-1914: Szombathelyi AK, 

1916-1919: Szombathelyi SE, 1919-1926(?): Szombathelyi AK/Sabaria (1926 novemberében játszott utoljára bajnokit a Sabariában)

### A válogatottban
1925-ben egy alkalommal szerepelt a magyar válogatottban. 1925.05.05 Bécs, Ausztria-Magyarország 3:1 Jobbszélsőt játszott, jó kritikát kapott a sajtótól. "Kruczler egyszerű, cicoma nélküli játékos. Nem rontotta a csatársor kombinációját. Hibát egy rossz centerezésen kívül nem csinált. Lelkesen ráment minden labdára, igyekezett a legjobbat nyújtani.

## Statisztika

### Mérkőzése a válogatottban
| Magyarország | Magyarország   | Magyarország     | Magyarország | Magyarország | Magyarország | Magyarország | Magyarország | Magyarország |
| #            | Dátum          | Helyszín         | Hazai        | Eredmény     | Vendég       | Kiírás       | Gólok        | Esemény      |
| ------------ | -------------- | ---------------- | ------------ | ------------ | ------------ | ------------ | ------------ | ------------ |
| 1.           | 1925. május 5. | Bécs, Hohe Warte | Ausztria     | 3 – 1        | Magyarország | barátságos   | -            |              |
|              | Összesen       |                  |              | 1            | mérkőzés     |              | 0            | gól          |